# Mayen
Mayen è una città di 19 162 abitanti della Renania-Palatinato, in Germania.

Appartiene al circondario (Landkreis) di Mayen-Coblenza (targa MYK, MY).
Mayen si fregia del titolo di "Grande città di circondario" (Große kreisangehörige Stadt).

## Amministrazione

### Gemellaggi
Mayen è gemellata con:
- Joigny, dal 1964
- Godalming, dal 1982
- Uherské Hradiště, dal 1994